# Система жизненных форм Раункиера

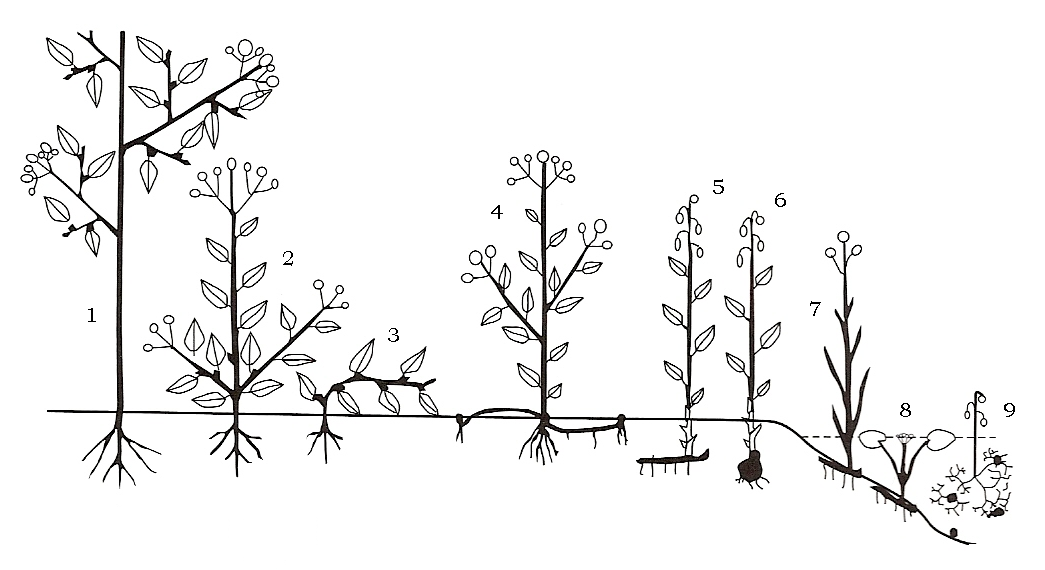
Жизненные формы растений по Раункиеру (терофиты, аэрофиты и эпифиты не показаны). Соотношение отмирающих и перезимовывающих частей (черным — остающиеся, белым — отмирающие на зиму).
- 1. Фанерофиты
- 2—3. Хамефиты
- 4. Гемикриптофиты
- 5—9. Криптофиты
- 5, 6. Геофиты
- 7. Гелофиты
- 8, 9. Гидрофиты

Систе́ма жи́зненных форм Ра́ункиера — система, классифицирующая растения по положению и способу защиты почек возобновления в течение неблагоприятного периода (холодного или сухого). Предложена Х. Раункиером в 1905 году.
Раункиер классифицировал 5 основных типов жизненных форм, которые отражают разнообразие экологических условий, в которых сформировалась растительность. Подсчитывая процент видов, относящихся к той или иной жизненной форме, получают так называемые спектры жизненных форм в различных областях земного шара или в различных типах растительности планеты.

## Фанерофиты
Фанерофиты — растения, у которых почки и концевые побеги, предназначенные для переживания неблагоприятного периода, расположены высоко над землёй. Этот тип разделяется на 15 подтипов и включает в себя деревья, кустарники и лианы. Подразделение на подтипы осуществляется в зависимости от размера (мега-, мезо-, микро-, нанофанерофиты), типа почек (с защищенными и открытыми почками) и листопадности (вечнозелёные и листопадные).

## Хамефиты
Хамефиты — растения, у которых предназначенные для перенесения неблагоприятного периода почки и концевые побеги развиваются на побегах, лежащих на поверхности земли или расположенных близко к ней. В областях, где зимой поверхность земли покрыта снегом, он закрывает почки и концевые побеги, а в тёплых областях их частично закрывают отмершие остатки растений, лежащие на поверхности земли. Эту жизненную форму Раункиер подразделил на 4 подтипа: полукустарники, пассивные хамефиты, активные хамефиты и растения-подушки. Но существуют растения, очень похожие на хамефиты, но не являющиеся ими. Важно уметь их различать.

## Гемикриптофиты
Гемикриптофиты — растения, несущие почки возобновления на поверхности почвы или в самом поверхностном слое, под подстилкой. Дернообразующие, надземные побеги к зиме отмирают. Многие луговые и лесные растения (одуванчик, злаки, осоки, лютик Франше, лапчатка земляниколистная, хохлатка бледная, пионы, башмачки, крапива). Эту жизненную форму автор подразделяет на 3 подтипа: протогемикриптофиты, частично розеточные гемикриптофиты и розеточные гемикриптофиты.

## Криптофиты
Криптофиты — растения, у которых почки или окончания побегов, предназначенные для перенесения неблагоприятного периода, расположены в почве или на дне водоёма. Эта жизненная форма подразделяется на 3 подтипа: геофиты (корневищные, клубневые, луковичные, корневые геофиты), гелофиты и гидрофиты.

## Терофиты
Терофиты — растения, переживающие неблагоприятный сезон исключительно в виде семян. Сюда относятся все однолетние травы, крайней степенью в этой категории являются вынужденные терофиты (как правило, пустынь) — эфемеры.